# Dépôt de Nakahara
Le dépôt de Nakahara (鎌倉車両センター中原支所, Kamakura sharyō sentā Nakahara shisho) est un dépôt de matériel roulant ferroviaire appartenant à la succursale Yokohama de la East Japan Railway Company (JR East) et est situé dans la ville de Kawasaki, dans la préfecture de Kanagawa.Il couvre une surface de 28 124 m2 et permet de stationner 252 voitures au total.

## Contexte
Le dépôt de la ligne Nambu se trouvait auparavant, autour de la gare de Yakō zone construite à l'ouverture de l'entreprise privée précédente qui exploitait la ligne, la Nambu Railway. Avec le temps il est devenu trop exigu, de fait le 25 avril 1960, un nouveau dépôt a été ouvert sous le nom de Nakahara Train Depot, et les trains ont été transférés. En même temps, le district d'équipage de Nakahara Train Depot à Yakō a été créé.De nos jours il n'existe plus et est fusionné au dépôt de Nakahara.
En 1988 , après la division et la privatisation de JNR , les véhicules de la ligne Tsurumi ont été transférés à Nakahara depuis l'ancien dépôt ferroviaire de Bentenbashi. De nos jours cet ancien dépôt existe toujours et sert au garage et stockage des trains.
L'abréviation utilisée était "East Naha" car elle était sous la juridiction du Tokyo Railway Management Bureau au début de l'ère des chemins de fer nationaux japonais (JNR), mais en 1969, la zone au nord de Musashi Kosugi était sous la juridiction de la Tokyo West Railway Management. Bureau, c'est donc devenu "  West Naha". Après la privatisation en 1988, le siège des opérations de la région de Tokyo a été transféré au siège régional de Tokyo, de sorte qu'il est redevenu "East Naha " .
L'organisation a été changée le 14 mars 2020 et le district ferroviaire de Nakahara est devenu la branche de Nakahara du dépôt de Kamakura . Dans le même temps, les services des conducteurs de Nakahara ont été fusionnés a ceux du centre de Kamakura.

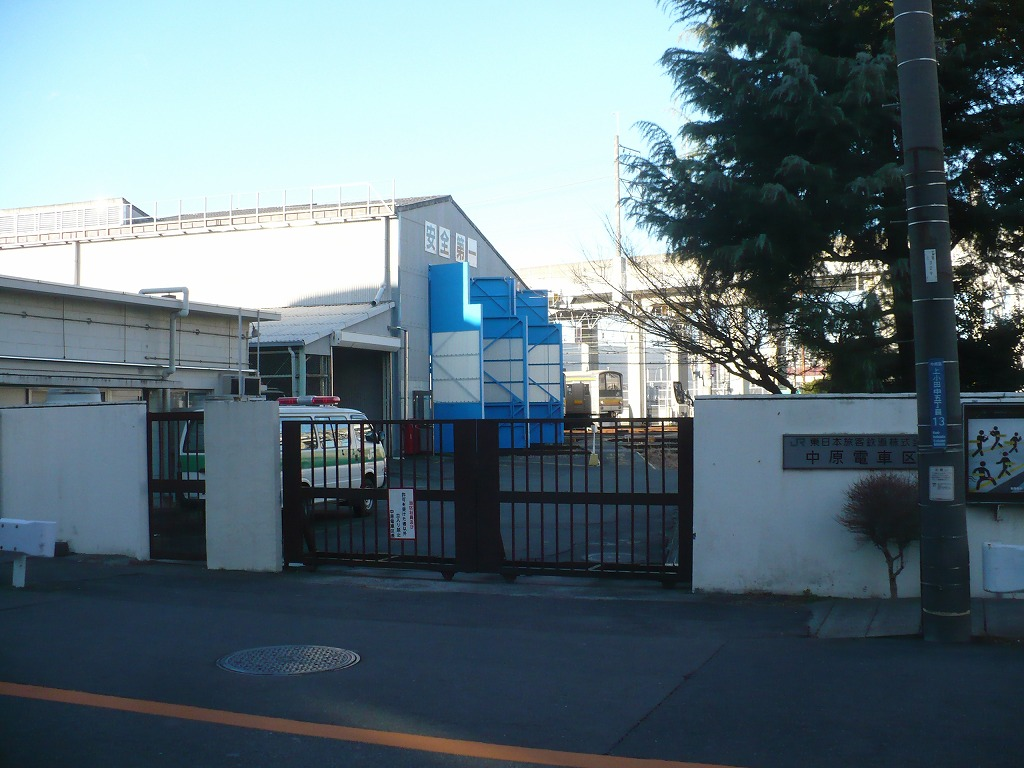
Entrée du Dépôt

## Site
L'accès se fait par le coté ouest de la gare de Musashi-Nakahara (JN08 武蔵中原).Une rampe située sous la voie centrale permet de passer sous le viaduc de la ligne. Arrivé en bas de la rampe et entrant dans le site, il y a une traverse jonction double, qui permet d'atteindre toutes les voies du site.
Les voies de garage représentent la majorité du site, et permettent de stocker des formations à 6 voitures de 120 m de long, certaines voies permettant d'en accueillir par paires (plus la marge).
En partant du viaduc
- Les voies 0 à 3 sont des voies de stockage[1]. Elles sont divisées en 2 sections , et des trains de 6 voitures peuvent être garés par paires (longueur de + de 240 m).
- Les voies 4 à 7 peuvent stocker des trains de 6 voitures , mais les voies 4 et 5  ont une marge de 85 m à la fin, de sorte que les véhicules de la ligne secondaire Nambu et de la ligne Tsurumi peuvent également être stockés (des formations de 40/60m de long ).
- Les voies  8 et 9 sont des voies pour le lavage, la surface autour des voies est donc bétonnée pour plus de facilité d'accès.
- Les voies 11 et 12 sont des voies d'inspection et de réparation et sont reliées à l'entrepôt principal d'inspection  . Elles sont équipées de ponts roulants et de vérins de levage .
- Les voies 13 et 14 sont des voies d'inspection et sont reliées au magasin d'inspection . En principe, un contrôle général (série 205) ou de maintenance fonctionnelle (série E233) est effectué sur la voie 14  .
- Il y a les voies 16 et 17 du côté est du dépôt, coté de la station Musashi-Nakahara qui sont des voies de garage, et il y a une machine à laver avant l'entrée sur ces voies[Note 4].

Étant donné que ce dépôt ne dispose pas d'équipement de fraisage/meulage de roues, les trains sont acheminés au dépôt de Kozu pour cette intervention.

## Trains affectés

### Présent

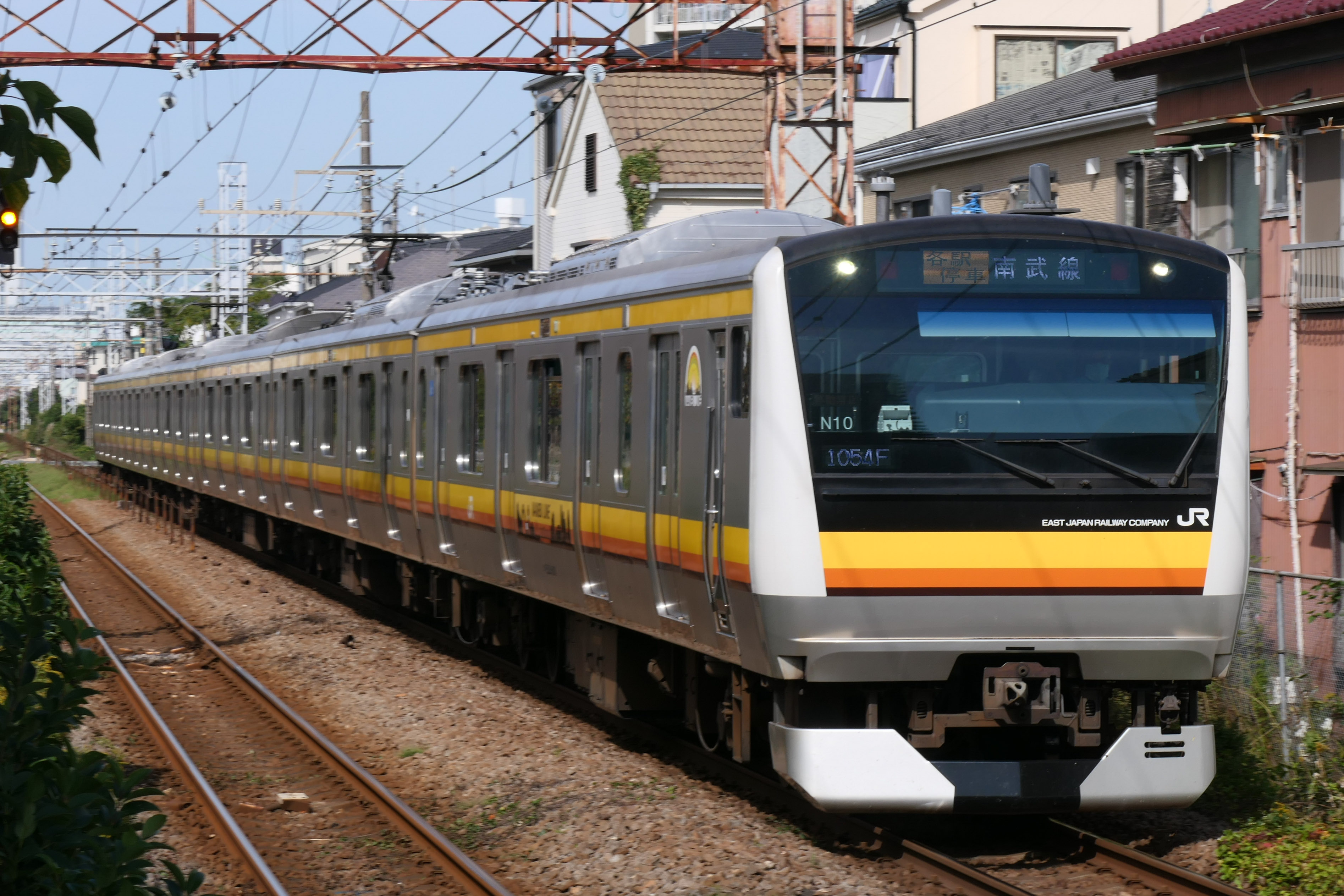
Serie E233-8000

Les véhicules déployés au 1er avril 2022 sont les suivants Il y avait 252 voitures stationnées dans le site.
- Train de la série E233-8000/8500 (216 voitures)
  - 35 formations de 6 voitures de la série 8000 (trains N1-35) et une formation de 6 voitures de la série 8500 (trains N36) pour la ligne Nambu .
  - Série introduite en remplacement des séries 205 et 209, et l'exploitation commerciale a commencé le 4 octobre 2014[3],[4].
  - La série 8500 a été transférée du dépôt de Toyota en février 2017 après la renumérotation du train série 0 Blue 670 pour la ligne Moto-Ome / Itsukaichi . L'opération commerciale a commencé le 15 mars 2006[5]

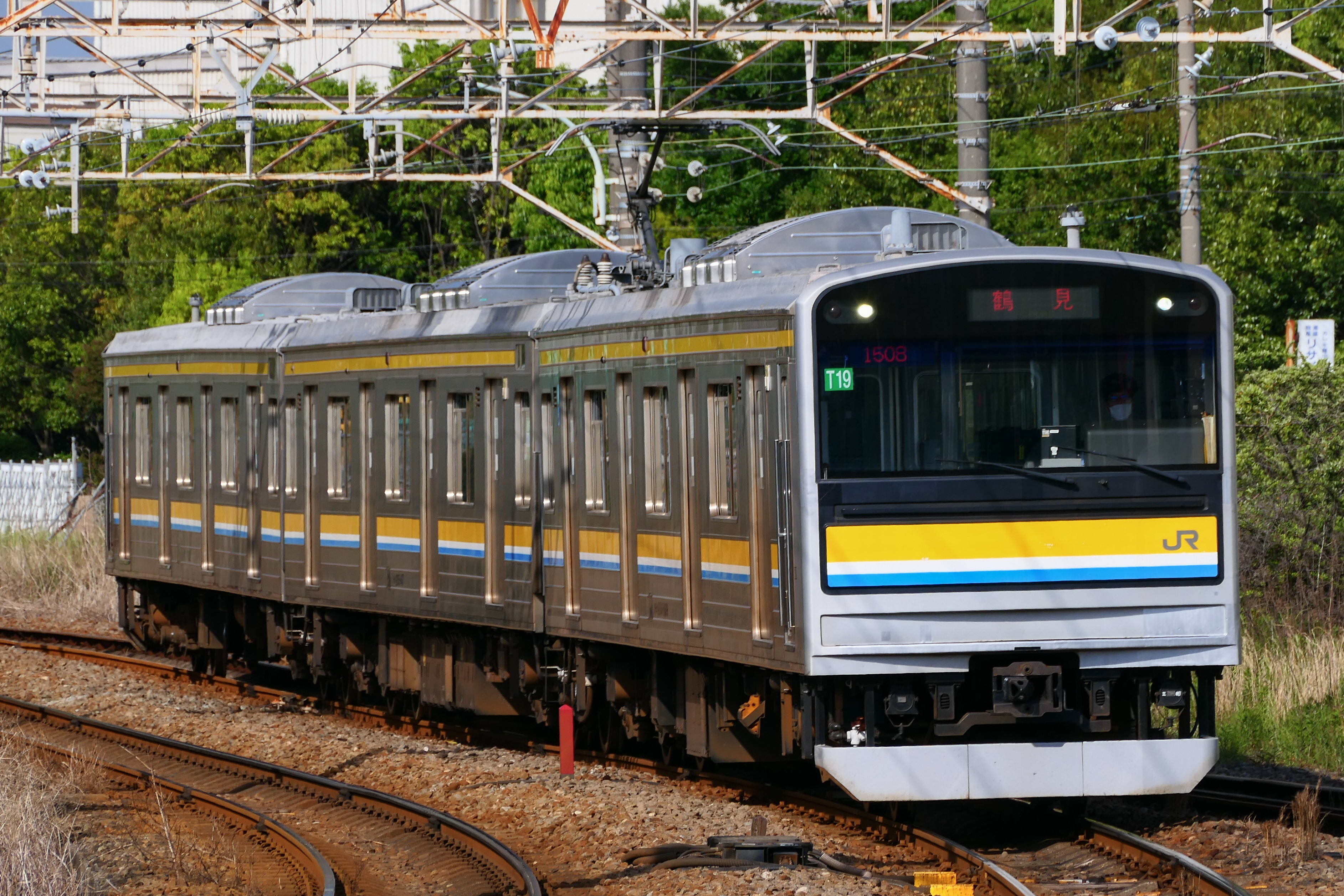
Serie 205-1100 (Formation T19)

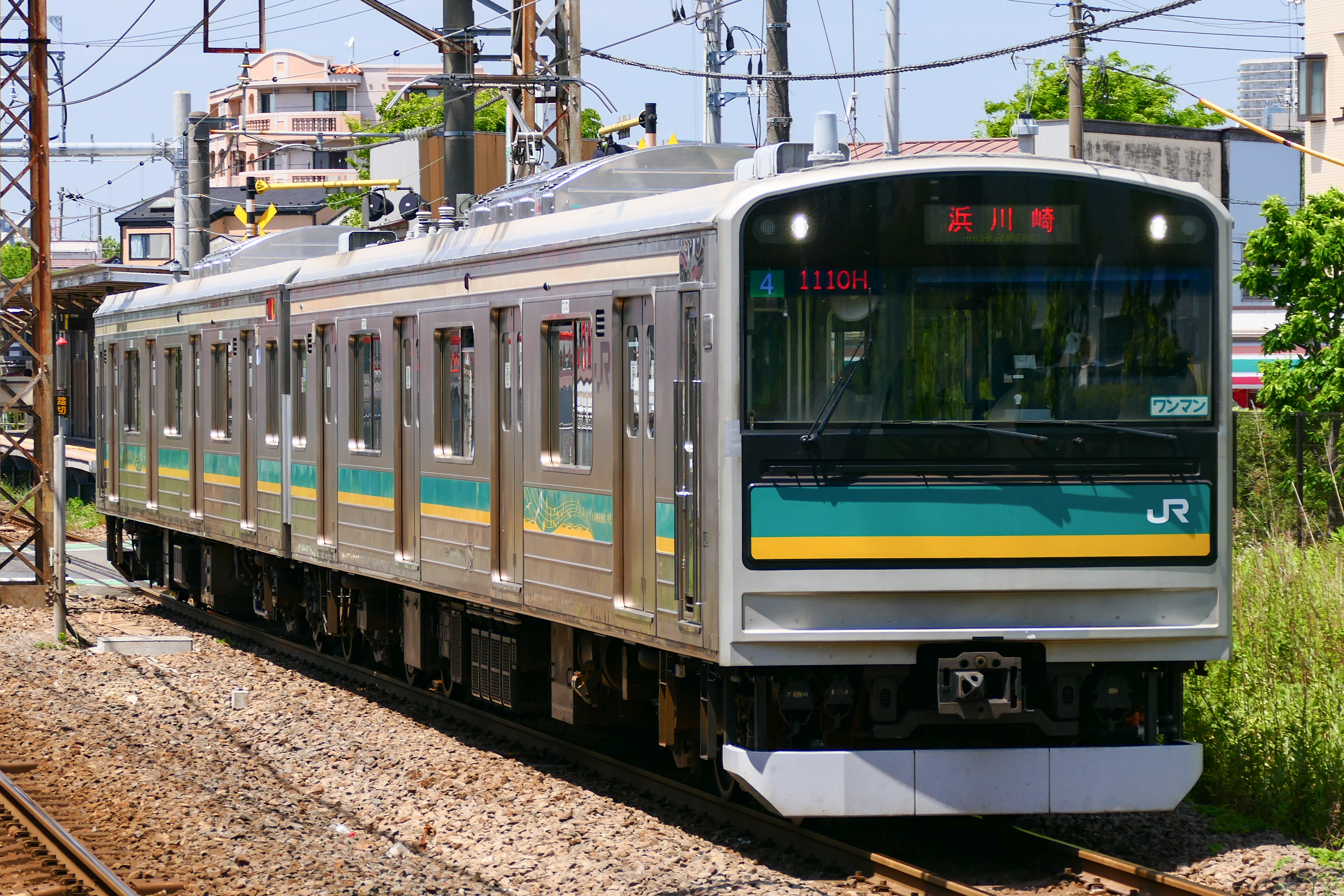
Serie 205-1000(Formation 4)

- Train de la série 205 (33 voitures)
  - Un total de 12 trains: 9 formations de 3 voitures (trains T11-19) et 3 formations de 2 voitures  (trains 1,2 et 4)
  - Les trains à 3 voitures sont destinés à la ligne Tsurumi , les trains à 2 voitures sont destinés à la ligne secondaire Nambu (entre les gares de Shitte et Hamakawasaki). Elle sert de lien entre le ligne Nambu et la ligne Tsurumi , et les trains à 3 voitures sont stationnés au dépôt de la ligne Tsurumi à Bentenbashi .
- Train de la série 31 (1 voiture)
  - La Kumoha[Note 5] 12052 était placée sur ce site en tant que voiture historique. Elle est désormais conservée dans la zone ouest du Centre général du matériel roulant de Tokyo, et il n'y a pas de fonctionnement régulier.
  - Elle a été exploitée sur la branche Okawa de la ligne Tsurumi jusqu'en mars 1996.
  - Jusqu'en 1980, de nombreux types Kumoha 11 et Kuha 16 dérivés de la série 31 pour la ligne secondaire Nambu ont été utilisés.

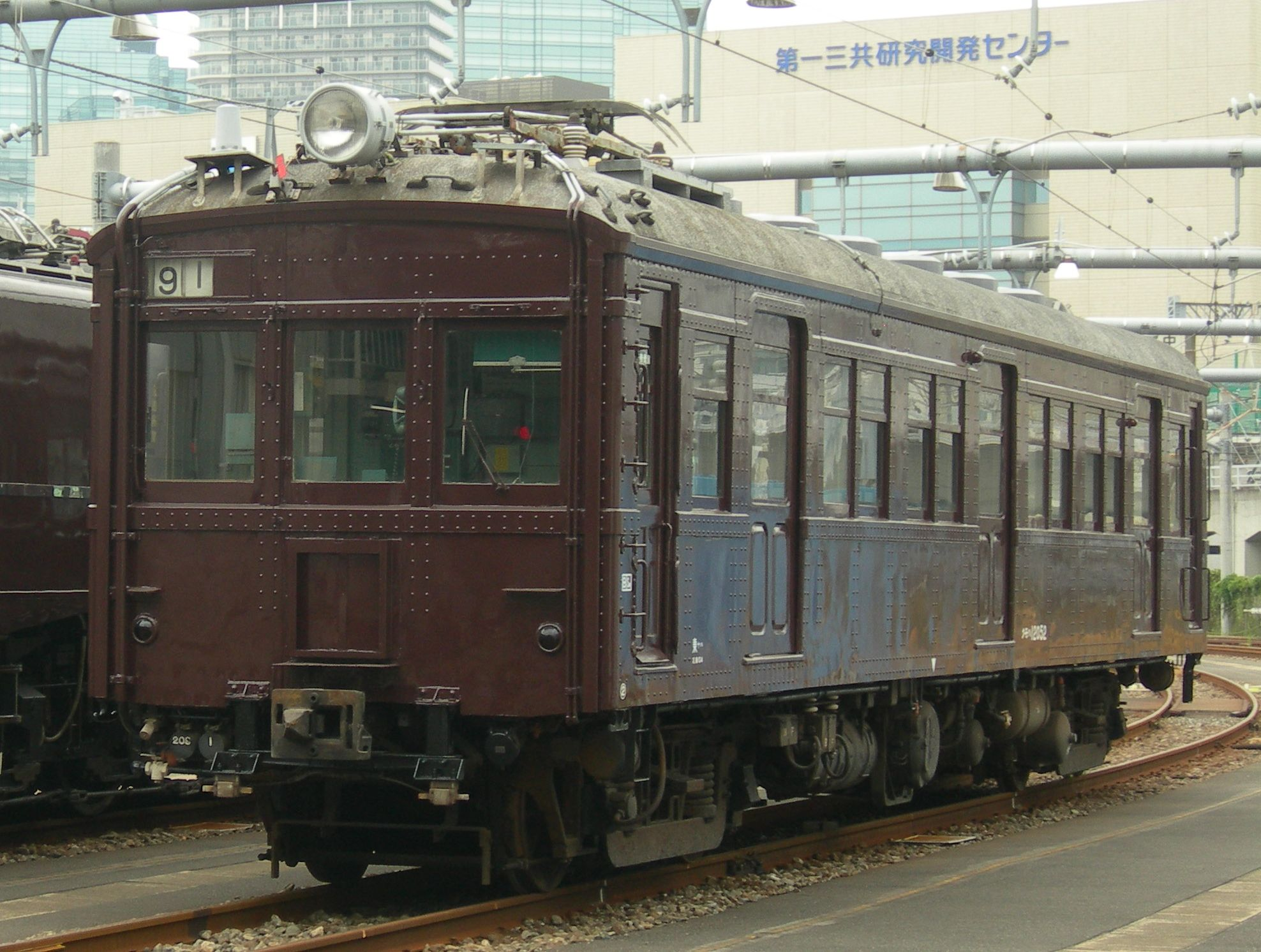
La Serie 31 (Kumoha 12052)

- Train de la Série FV-E991 (2 voitures)
  - Un train de 2 voitures (train HY) est aménagé. Le surnom est "HYBARI".
  - C'est un prototype de train hybride à hydrogène qui est en cours de test sur la ligne Nambu entre Kawasaki et Noborito, la ligne Tsurumi et la ligne secondaire Nambu.

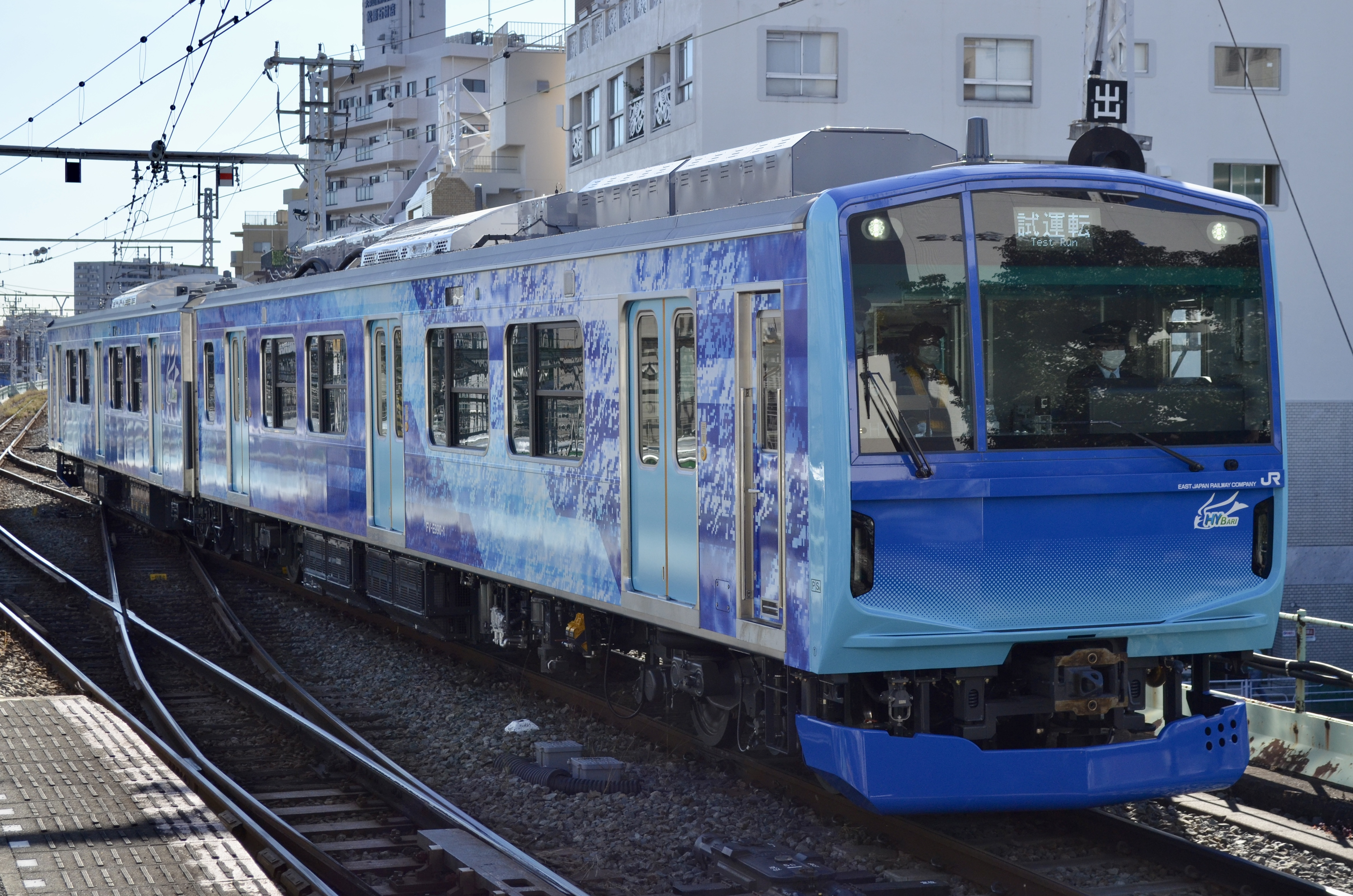
Serie FV-E991

En plus des véhicules mentionnés ci-dessus, les trains temporaires tels que les trains d'excursion scolaires sur la ligne Nambu peuvent être temporairement stockés. Actuellement, les séries E257-5000 et 5500 sont utilisées pour les trains d'excursion scolaire, mais dans le passé, les séries 167 , 183/189 , 185 , etc. ont été utilisées.

### Passé
- Train de la série 209 (6 voitures)
  - Au 1er avril 2017, il y avait un train de 6 voitures (série 2200) pour la ligne Nambu.
- Train de la Kumoya 145
  - véhicule de remorquage et mis au rebut le 18 février[6]
- Train de la série 103
  - En décembre 2005 , la dernière formation T1 de la ligne Tsurumi a été retirée de l'exploitation. Il a été mis au rebut et transmis le 26 avril 2006 ..
- Train de la série 101
  - C'était la première fois qu'un train comprenant un prototype de voiture était transféré sur la ligne Nambu, et il a été introduit sur la ligne Tsurumi en 1980 ,affectée du dépôt ferroviaire de Bentenbashi. Elle a été retirée de la ligne Nambu en janvier 1991 et de la ligne Tsurumi en mai 1992.
- Train de la série 72
- Train de la série 50
- Train de la série 40
- Train de la série 30

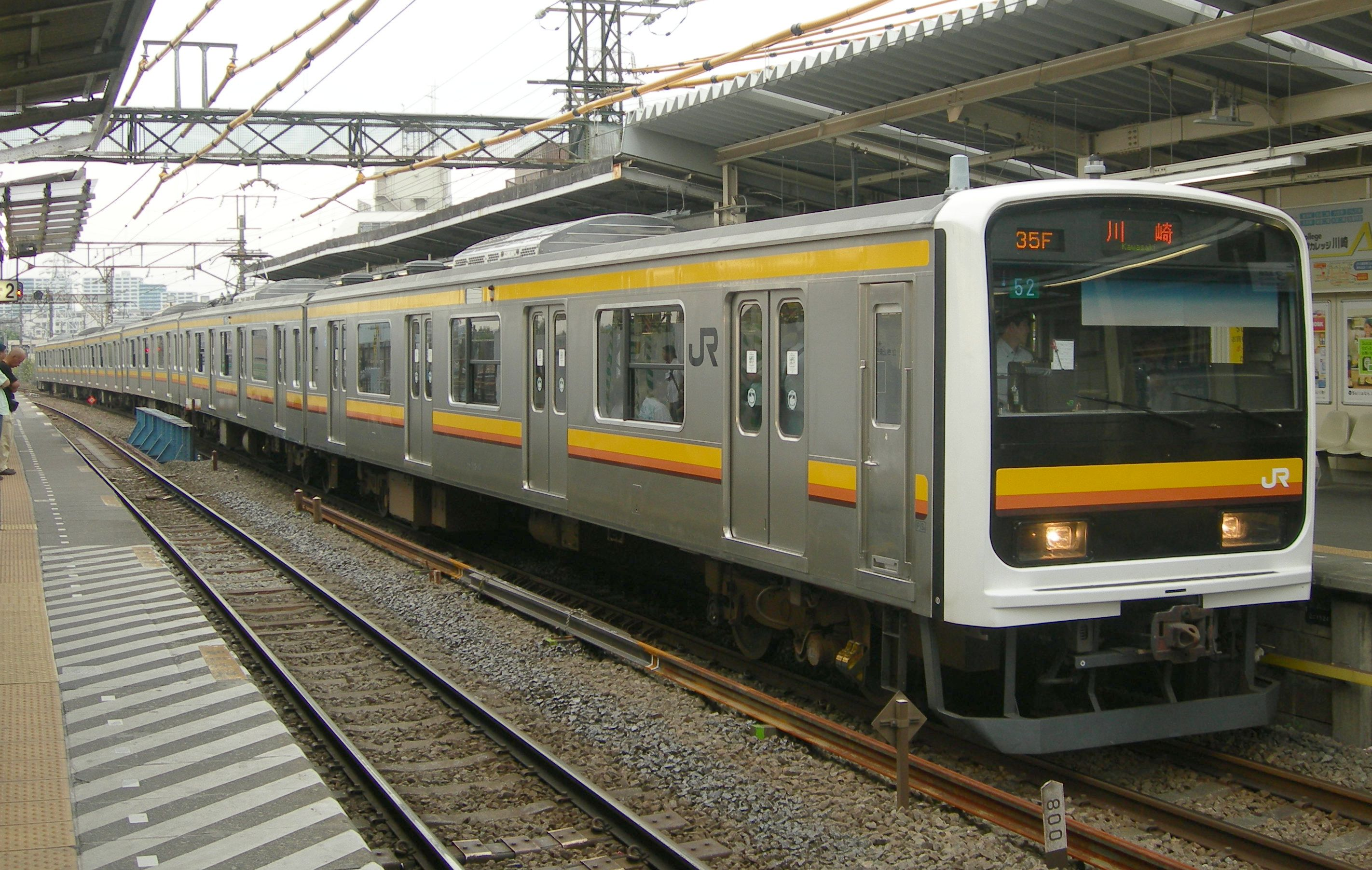
Serie 209-2200
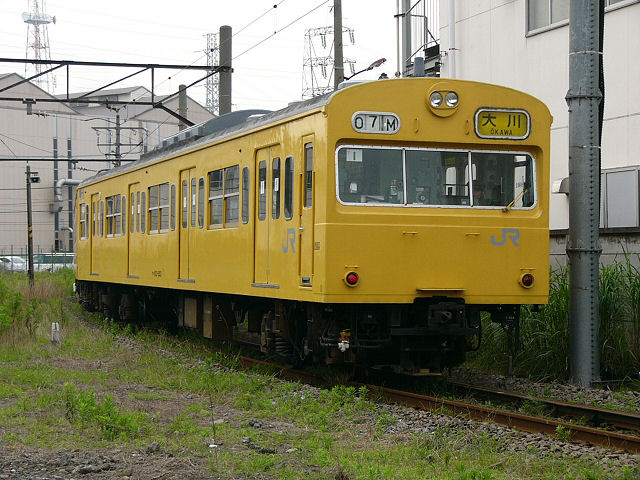
Serie 103 pour la ligne Tsurumi
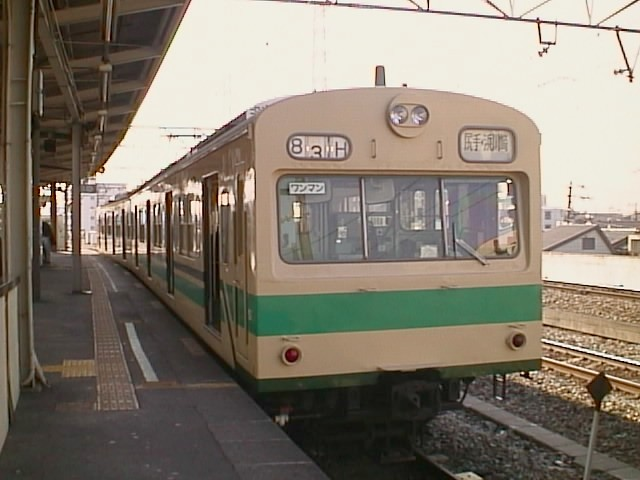
Serie 101 pour la ligne Nambu secondaire
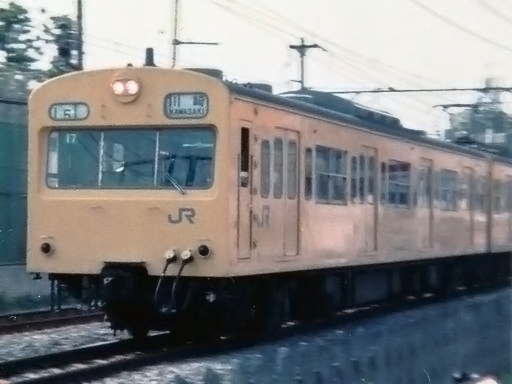
Serie 101 pour la ligne Nambu
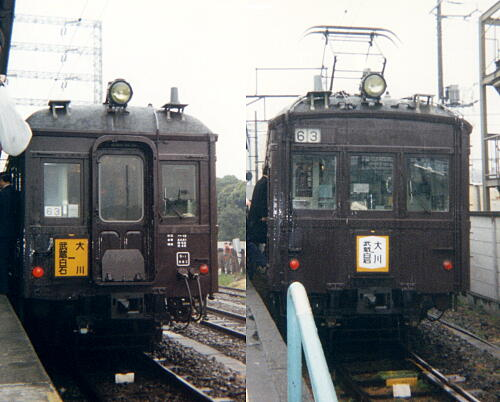
(Kumoha 12) Serie 31 en 1996